# Cladius pilicornis
Cladius pilicornis är en stekelart som beskrevs av Curtis 1833. Cladius pilicornis ingår i släktet Cladius, och familjen bladsteklar. Arten är reproducerande i Sverige.